# Орден Республики (Испания)
Орден Испанской Республики (исп.  Orden de la República Española) — гражданский орден, награда Второй Испанской Республики, учрежденный в 1932 году  ее Кортесами (парламентом).
Орден предназначался для награждения за гражданские и военные заслуги перед республикой. Имел 4 степени и медаль, а также - знак коллективного отличия для награждения воинских частей и др.
После военного поражения Испанской республики в 1939 году, генерал Франко отменил республиканские ордена и частично восстановил прежние.

## Галерея

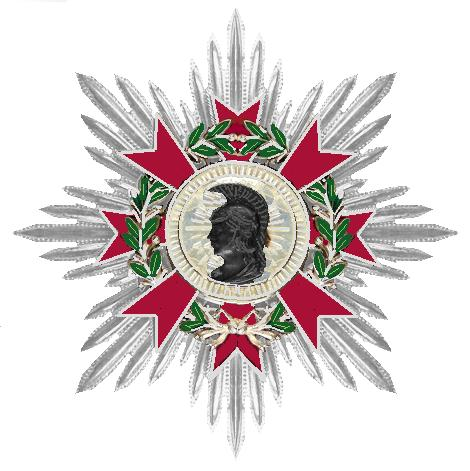
Звезда ордена
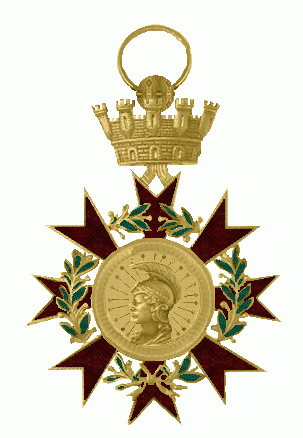
Знак ордена
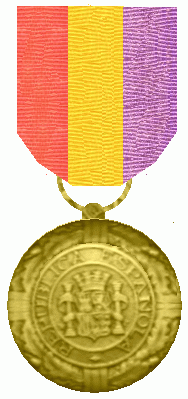
Медаль ордена (использовалась республиканским правительством в изгнании)